# NPM1
A nucleofosfomina (fosfoproteína nucleolar B23, numatrina ou NPM1) é uma proteína nucleolar ubiquamente expressada que transloca-se entre o núcleo celular e o citoplasma. Está implicada em múltiplas funções celulares, incluindo codificação proteica ribossomal e transporte, controle da duplicação do centrossomo e regulação do gene supressor de tumor ARF.
Mutações que relocam a NPM1 do núcleo para o citoplasma estão associadas com o desenvolvimento da leucemia mielóide aguda.

## Leitura de apoio
- Yun C, Wang Y, Mukhopadhyay D;  et al. (2008). «Nucleolar protein B23/nucleophosmin regulates the vertebrate SUMO pathway through SENP3 and SENP5 proteases.». J Cell Biol. 183 (4): 589–95. PMC 2582899. PMID 19015314. doi:10.1083/jcb.200807185
- Haindl M, Harasim T, Eick D;  et al. (2008). «The nucleolar SUMO-specific protease SENP3 reverses SUMO modification of nucleophosmin and is required for rRNA processing.». EMBO reports. 9 (3): 273–279. doi:10.1038/embor.2008.3
- Li L, Li HS, Pauza CD;  et al. (2006). «Roles of HIV-1 auxiliary proteins in viral pathogenesis and host-pathogen interactions.». Cell Res. 15 (11-12): 923–34. PMID 16354571. doi:10.1038/sj.cr.7290370
- Gjerset RA (2007). «DNA damage, p14ARF, nucleophosmin (NPM/B23), and cancer.». J. Mol. Histol. 37 (5-7): 239–51. PMID 16855788. doi:10.1007/s10735-006-9040-y
- Chen W, Rassidakis GZ, Medeiros LJ (2006). «Nucleophosmin gene mutations in acute myeloid leukemia.». Arch. Pathol. Lab. Med. 130 (11): 1687–92. PMID 17076533
- Falini B, Nicoletti I, Bolli N;  et al. (2007). «Translocations and mutations involving the nucleophosmin (NPM1) gene in lymphomas and leukemias.». Haematologica. 92 (4): 519–32. PMID 17488663. doi:10.3324/haematol.11007
- Fankhauser C, Izaurralde E, Adachi Y;  et al. (1991). «Specific complex of human immunodeficiency virus type 1 rev and nucleolar B23 proteins: dissociation by the Rev response element.». Mol. Cell. Biol. 11 (5): 2567–75. PMC 360026. PMID 2017166
- Venkatesh LK, Mohammed S, Chinnadurai G (1990). «Functional domains of the HIV-1 rev gene required for trans-regulation and subcellular localization.». Virology. 176 (1): 39–47. PMID 2109912. doi:10.1016/0042-6822(90)90228-J
- Cochrane AW, Perkins A, Rosen CA (1990). «Identification of sequences important in the nucleolar localization of human immunodeficiency virus Rev: relevance of nucleolar localization to function.». J. Virol. 64 (2): 881–5. PMC 249184. PMID 2404140
- Chan PK, Chan WY, Yung BY;  et al. (1986). «Amino acid sequence of a specific antigenic peptide of protein B23.». J. Biol. Chem. 261 (30): 14335–41. PMID 2429957
- Zhang XX, Thomis DC, Samuel CE (1989). «Isolation and characterization of a molecular cDNA clone of a human mRNA from interferon-treated cells encoding nucleolar protein B23, numatrin.». Biochem. Biophys. Res. Commun. 164 (1): 176–84. PMID 2478125. doi:10.1016/0006-291X(89)91699-9
- Hale TK, Mansfield BC (1990). «Nucleotide sequence of a cDNA clone representing a third allele of human protein B23.». Nucleic Acids Res. 17 (23). 10112 páginas. PMC 335249. PMID 2602120
- Chan WY, Liu QR, Borjigin J;  et al. (1989). «Characterization of the cDNA encoding human nucleophosmin and studies of its role in normal and abnormal growth.». Biochemistry. 28 (3): 1033–9. PMID 2713355. doi:10.1021/bi00429a017
- Li XZ, McNeilage LJ, Whittingham S (1989). «The nucleotide sequence of a human cDNA encoding the highly conserved nucleolar phosphoprotein B23.». Biochem. Biophys. Res. Commun. 163 (1): 72–8. PMID 2775293. doi:10.1016/0006-291X(89)92100-1
- Chan PK, Aldrich M, Cook RG, Busch H (1986). «Amino acid sequence of protein B23 phosphorylation site.». J. Biol. Chem. 261 (4): 1868–72. PMID 3944116
- Bocker T, Bittinger A, Wieland W;  et al. (1995). «In vitro and ex vivo expression of nucleolar proteins B23 and p120 in benign and malignant epithelial lesions of the prostate.». Mod. Pathol. 8 (3): 226–31. PMID 7542384
- Dundr M, Leno GH, Hammarskjöld ML;  et al. (1995). «The roles of nucleolar structure and function in the subcellular location of the HIV-1 Rev protein.». J. Cell. Sci. 108 ( Pt 8): 2811–23. PMID 7593322
- Miyazaki Y, Takamatsu T, Nosaka T;  et al. (1995). «The cytotoxicity of human immunodeficiency virus type 1 Rev: implications for its interaction with the nucleolar protein B23.». Exp. Cell Res. 219 (1): 93–101. PMID 7628555. doi:10.1006/excr.1995.1209
- Szebeni A, Herrera JE, Olson MO (1995). «Interaction of nucleolar protein B23 with peptides related to nuclear localization signals.». Biochemistry. 34 (25): 8037–42. PMID 7794916. doi:10.1021/bi00025a009
- Kato S, Sekine S, Oh SW;  et al. (1995). «Construction of a human full-length cDNA bank.». Gene. 150 (2): 243–50. PMID 7821789. doi:10.1016/0378-1119(94)90433-2
- Marasco WA, Szilvay AM, Kalland KH;  et al. (1995). «Spatial association of HIV-1 tat protein and the nucleolar transport protein B23 in stably transfected Jurkat T-cells.». Arch. Virol. 139 (1-2): 133–54. PMID 7826206. doi:10.1007/BF01309460
- Valdez BC, Perlaky L, Henning D;  et al. (1994). «Identification of the nuclear and nucleolar localization signals of the protein p120. Interaction with translocation protein B23.». J. Biol. Chem. 269 (38): 23776–83. PMID 8089149